# 中川正輔
中川 正輔（なかがわ まさすけ、1923年2月21日 - 1993年1月21日 ）は、日本の経営者。

## 来歴・人物
福岡県北九州市出身。1948年に九州大学法文学部を卒業し、同年に九州配電（のちの九州電力）に入社。鹿児島支店長、理事を経て、1977年6月に取締役に就任し、常務を経て、1983年6月に副社長に就任。1988年6月に九州旅客鉄道会長に就任し、福岡県公安委員会委員長も務めた。
1988年4月に藍綬褒章を受章。